# كريستينه ليبركنخت
كريستينه ليبركنخت (بالألمانية: Christine Lieberknecht) (مواليد 7 أيار / مايو 1958 في فايمار)سياسية ألمانية تنتمي لحزب الاتحاد الديمقراطي المسيحي (CDU). شغلت منصب رئيسة وزراء ولاية تورينغن من 2009 إلى 2014. كانت ليبركنيخت أول امرأة تتولى رئاسة حكومة ولاية تورينغن وثاني امرأة تحكم ولاية ألمانية.

## وصلات خارجية
- كريستينه ليبركنخت على موقع مونزينجر (الألمانية)